# Карымкары
Кары́мкары — посёлок в России, находится в Октябрьском районе, Ханты-Мансийского автономного округа — Югры. Входит в состав Сельского поселения «Карымкары».
Население на 1 января 2008 года составляло 1119 человек.

## История
Археологические находки свидетельствуют о том, что Карымкары было основано как остяцкое поселение ещё в 2 тыс. до н. э. Первое письменное упоминание о Карымкарах относится к 1581 году. На рубеже XVI—XVII веков Карымкары находились в составе Кодского княжества и назывались «Карингвош» («Стерляжий городок»).
В середине декабря 1919 года у Карымкар происходили ожесточённые бои между колчаковцами и красными партизанами. В ходе боёв Карымкары несколько раз переходили от одной воюющей стороны к другой. Получив подкрепление из Тобольска, красные в конце декабря одержали вверх. Белые были выбиты из Карымкар и отступили с большими потерями к Сосновой. В марте 1921 года у посёлка снова произошли бои между участниками крестьянского восстания (называемого в советской историографии кулацко-эсеровским мятежом) и отрядами красноармейцев.
В конце 1920 года в Карымкарах был образован Красноленинский сельсовет, который в то время относился к Елезаровской волости Берёзовского уезда. В январе 1924 года Красноленинский сельсовет перешёл в состав Самаровского района. В 1925 или 1926 году Красноленинский сельсовет был переименован в Кеушинский. В июле 1937 года Кеушинский сельсовет был включён в состав Микояновского района, а 13 декабря 1957 года перешёл в Октябрьский район. 9 февраля 1961 года Кеушинский сельсовет был переименован в Карымкарский сельсовет.
На фронтах Великой Отечественной войны погибло 118 жителей Карымкар.
В 1932—1933 годах на территории поселка образовались колхозы им. «Микояна» и «Тихона Сенькина». В 1957 году они были реорганизованы в один колхоз «Родина». В 1966 году на базе колхоза «Родина» образовался совхоз «Обской». В 1961 году в Карымкарах был создан леспромхоз. В 1973 году открылся лесозаготовительный участок.

## Образование
В сентябре 1935 года в Карымкарах открылась начальная школа, которая в 1968 году была преобразована в среднюю общеобразовательную.

## Население
| Год  | Численность постоянного населения (среднегодовая) |
| ---- | ------------------------------------------------- |
| 2002 | 1078 человек                                      |
| 2008 | 1119 человек                                      |
| 2010 |                                                   |

Национальный состав поселения весьма разнообразен. Ещё в период сталинских репрессий сюда были сосланы украинцы, немцы, калмыки, поляки. В середине 20 века они составляли более 50 % населения Карымкар. Впоследствии значительная часть их вернулись на свою историческую родину, но в то же время многие остались. Сейчас в посёлки в основном проживают русские (77 %), ханты (11 %), а также украинцы, татары и другие.

## Климат
Климат резко континентальный, зима суровая, с сильными ветрами и метелями, продолжающаяся семь месяцев. Лето относительно тёплое, но быстротечное.